# Guam a 2013-as úszó-világbajnokságon
Guam három úszóval vett részt a 2013-as úszó-világbajnokságon, akik hat versenyszámban indultak.

## Úszás
Férfi
| Versenyző          | Verseny                | Selejtező | Selejtező | Elődöntő          | Elődöntő          | Döntő             | Döntő             |
| Versenyző          | Verseny                | Idő       | Helyezés  | Idő               | Helyezés          | Idő               | Helyezés          |
| ------------------ | ---------------------- | --------- | --------- | ----------------- | ----------------- | ----------------- | ----------------- |
| Christopher Duenas | 50 méteres gyorsúszás  | 25.00     | 66        | Nem jutott tovább | Nem jutott tovább | Nem jutott tovább | Nem jutott tovább |
| Christopher Duenas | 100 méteres gyorsúszás | 53.88     | 66        | Nem jutott tovább | Nem jutott tovább | Nem jutott tovább | Nem jutott tovább |
| Benjamin Schulte   | 50 méteres mellúszás   | 29.61     | 56        | Nem jutott tovább | Nem jutott tovább | Nem jutott tovább | Nem jutott tovább |
| Benjamin Schulte   | 100 méteres mellúszás  | 1:05.67   | 56        | Nem jutott tovább | Nem jutott tovább | Nem jutott tovább | Nem jutott tovább |

Női
| Versenyző     | Verseny               | Selejtező | Selejtező | Elődöntő          | Elődöntő          | Döntő             | Döntő             |
| Versenyző     | Verseny               | Idő       | Helyezés  | Idő               | Helyezés          | Idő               | Helyezés          |
| ------------- | --------------------- | --------- | --------- | ----------------- | ----------------- | ----------------- | ----------------- |
| Pilar Shimizu | 50 méteres gyorsúszás | 28.14     | 53        | Nem jutott tovább | Nem jutott tovább | Nem jutott tovább | Nem jutott tovább |
| Pilar Shimizu | 50 méteres mellúszás  | 34.20     | 55        | Nem jutott tovább | Nem jutott tovább | Nem jutott tovább | Nem jutott tovább |